# مارتي باريت (لاعب كرة قاعدة)
مارتي باريت (بالإنجليزية: Marty Barrett) هو لاعب كرة قاعدة أمريكي، ولد في 23 يونيو 1958 في أركاديا في الولايات المتحدة.

## وصلات خارجية
- مارتي باريت (لاعب كرة قاعدة) على موقع دوري كرة القاعدة الرئيسي (الإنجليزية)
- مارتي باريت (لاعب كرة قاعدة) على موقعبيزبول رفرنس.كوم (الدوري الرئيسي) (الإنجليزية)
- مارتي باريت (لاعب كرة قاعدة) على موقعبيزبول رفرنس.كوم (الدوري الثانوي) (الإنجليزية)
- مارتي باريت (لاعب كرة قاعدة) على موقع جمعية أبحاث البيسبول الأمريكية (الإنجليزية)
- مارتي باريت (لاعب كرة قاعدة) على موقع إي إس بي إن.كوم (أم.أل.بي) (الإنجليزية)
- مارتي باريت (لاعب كرة قاعدة) على موقع مشجعي الرسوم البيانية (الإنجليزية)